# The Middle Earth Album
The Middle Earth Album is het zesde studioalbum van de Amerikaanse muziekgroep Glass Hammer. Het is een buitenbeentje in de discografie van de band en was een stijlbreuk met de albums daarvoor. Glass Hammer speelde en speelt progressieve rock met een religieus tintje. Echter dit album bevat slechts voor de helft de karakteristieke Glass Hammer-muziek. Het album is losjes gebaseerd op de schepsels Midden-aarde van Tolkien. Het eerste deel is daarbij dan nog zogenaamd opgenomen in de "The Prancing Pony" en klinkt als een imitatie van Britse kroegfolk. De tweede helft van het album gaat meer de richting op van de muziek van Mike Oldfield en is dan ook een combinatie van progressieve rock met folk.

## Musici
- Fred Schendel - akoestische gitaar, mandoline, dwarsfluit, blokfluit, toetsinstrumenten, zang;
- Steve Babb - basgitaar etc., toetsinstrumenten, zang;

met
- Walter Moore, Susie Bogdanowicz, Felicia Sorensen, Dr. Thomas Hammett, Dr. David Luther, Susie Warren, Sarah Snyder, Brad Marler, Jamie watkins - zang;
- Tim Starnes - viool
- Bob Stagner - percussie op Mithrandir

## Composities
| Nr. | Titel                         | Duur |
| --- | ----------------------------- | ---- |
| 1.  | Elrenn and Endereth           | 2:32 |
| 2.  | The Old Troll                 | 1:56 |
| 3.  | The Old Troll and the Maiden  | 5:57 |
| 4.  | Dwarf and Orc                 | 3:53 |
| 5.  | The King's Beer               | 2:50 |
| 6.  | The Ballad of Balin Longbeard | 4:11 |
| 7.  | The Man in the Wood           | 3:28 |
| 8.  | Mirkwood                      | 2:13 |
| 9.  | As I Walk                     | 2:35 |
| 10. | The Last Ship                 | 2:40 |
| 11. | Mithrandir (The Fading Age)   | 5:09 |
| 12. | Sweet Goldberry               | 4:49 |
| 13. | No Crown For Balin            | 3:07 |